# Ryszard Kaczorowski
Ryszard Kaczorowski (26. listopadu 1919, Białystok, Polsko – 10. dubna 2010, Pečersk, Rusko) byl polský státník, poslední exilový prezident Polska (1988-1990).

## Životopis
Vystudoval obchodní školu. Již od útlého věku působil ve skautské organizaci.
V roce 1940 byl zatčen NKVD a odsouzen k trestu smrti. Trest mu byl snížen na deset let v táboru Kolyma. Po uzavření dohody Sikorski–Majski v roce 1941 byl propuštěn a narukoval do armády generála Władysława Anderse. V té době dokončil střední školu. Účastnil se bojů o Monte Cassino. Po druhé světové válce zůstal ve Spojeném království jako politický emigrant. Do roku 1986 pracoval jako účetní. Byl také předsedou polské exilové skautské unie.
Kaczorowski se angažoval v polském politickém exilu. V roce 1986 se stal ministrem domácích záležitostí exilové vlády. Polská exilová vláda fungovala podle polské ústavy z roku 1935, která umožňovala, aby prezident jmenoval svého nástupce pro případ, že se prezidentský úřad uprázdní za války. Kazimierz Sabbat jmenoval Kaczorowského za svého nástupce v lednu 1988. Když Sabbat 19. července 1989 zemřel, stal se Kaczorowski polským prezidentem v exilu. 22. prosince 1990 předal Kaczorowski insignie prezidenta do rukou Lecha Wałęsy, který převzal úřad ve vlasti.
Kaczorowski žil v Londýně a byl čestným občanem téměř třiceti polských měst. Zahynul při leteckém neštěstí u ruského Smolensku 10. dubna 2010.